# Doug Wood
Doug Wood, född 30 januari 1966, är en friidrottare från Kanada. Han deltog vid olympiska sommarspelen 1992.